# Марк Аррунций Аквила (консул-суффект 66 года)
Марк Аррунций Аквила (лат. Marcus Arruntius Aquila) — римский политический деятель конца I века.
Аквила, по всей видимости, происходили из италийского города Патавий. В 50 году, возможно, он находился на посту прокуратора провинции Ликия и Памфилия. На этом посту Аквила занимался строительством дорог в вверенном ему регионе. В 66 году он занимал ожлность консула-суффекта вместе с Марком Веттием Боланом. Его сыном был консул-суффект 77 года, носивший такое же имя.